# Navió
Navió é uma povoação portuguesa do Município de Ponte de Lima que foi sede da extinta Freguesia de Navió, freguesia que tinha 0,90 km² de área e 231 habitantes (2011). A sua densidade populacional era 256,7 hab/km².
A Freguesia de Navió foi extinta (agregada), pela última Reorganização administrativa do território das freguesias, de acordo com a Lei nº 11-A/2013 de 28 de Janeiro, tendo o seu território sido agregado ao da Freguesia de Vitorino dos Piães para constituir a Freguesia de Navió e Vitorino dos Piães com sede em Vitorino dos Piães.

## População
| População da freguesia de Navió | População da freguesia de Navió | População da freguesia de Navió | População da freguesia de Navió | População da freguesia de Navió | População da freguesia de Navió | População da freguesia de Navió | População da freguesia de Navió | População da freguesia de Navió | População da freguesia de Navió | População da freguesia de Navió | População da freguesia de Navió | População da freguesia de Navió | População da freguesia de Navió | População da freguesia de Navió |
| ------------------------------- | ------------------------------- | ------------------------------- | ------------------------------- | ------------------------------- | ------------------------------- | ------------------------------- | ------------------------------- | ------------------------------- | ------------------------------- | ------------------------------- | ------------------------------- | ------------------------------- | ------------------------------- | ------------------------------- |
| 1864                            | 1878                            | 1890                            | 1900                            | 1911                            | 1920                            | 1930                            | 1940                            | 1950                            | 1960                            | 1970                            | 1981                            | 1991                            | 2001                            | 2011                            |
| 297                             | 218                             | 250                             | 230                             | 200                             | 206                             | 246                             | 271                             | 297                             | 246                             | 284                             | 253                             | 253                             | 243                             | 231                             |

| Distribuição da População por Grupos Etários | Distribuição da População por Grupos Etários | Distribuição da População por Grupos Etários | Distribuição da População por Grupos Etários | Distribuição da População por Grupos Etários | Distribuição da População por Grupos Etários | Distribuição da População por Grupos Etários | Distribuição da População por Grupos Etários | Distribuição da População por Grupos Etários | Distribuição da População por Grupos Etários |
| -------------------------------------------- | -------------------------------------------- | -------------------------------------------- | -------------------------------------------- | -------------------------------------------- | -------------------------------------------- | -------------------------------------------- | -------------------------------------------- | -------------------------------------------- | -------------------------------------------- |
| Ano                                          | 0-14 Anos                                    | 15-24 Anos                                   | 25-64 Anos                                   | > 65 Anos                                    |                                              | 0-14 Anos                                    | 15-24 Anos                                   | 25-64 Anos                                   | > 65 Anos                                    |
| 2001                                         | 57                                           | 39                                           | 110                                          | 37                                           |                                              | 23,5%                                        | 16,0%                                        | 45,3%                                        | 15,2%                                        |
| 2011                                         | 42                                           | 42                                           | 115                                          | 32                                           |                                              | 18,2%                                        | 18,2%                                        | 49,8%                                        | 13,9%                                        |